# Skyrunning

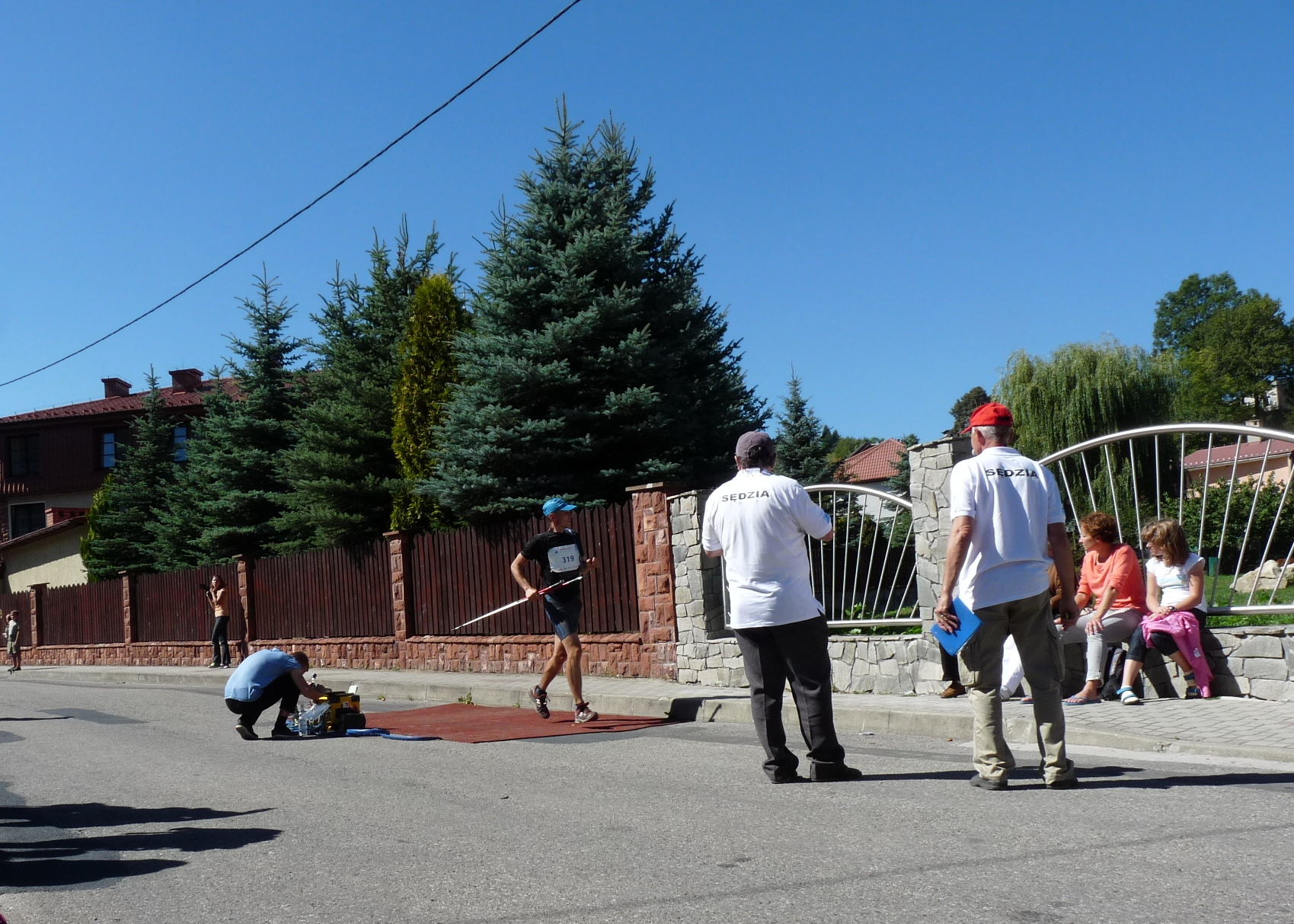
Końcowy etap Biegu Siedmiu Dolin 2013. Piwniczna Zdrój

Skyrunning – biegi wysokogórskie w przeważającej mierze po ścieżkach, skale, śniegu, lodowcach (po asfalcie poniżej 15% długości trasy). Mogą przebiegać nawet powyżej 4000 m n.p.m. Sportem zarządza Międzynarodowa Federacja Skyrunningu (ISF).

## Rodzaje
Zawody w skyrunningu dzielą się na 3 kategorie:
- kategoria SKY:

Trasy o długości od 20 do 50 km i/lub z czasem zwycięzcy do 5 godzin (5% tolerancji).
Z zasady trasa powinna posiadać odcinki powyżej 2000 m n.p.m., jednak w niższych państwach dopuszcza się pewne odstępstwo od tej reguły: trasa musi mieć średnie nachylenie co najmniej 13% i osiągać najwyższy punkt.
- SkyRace
czas zwycięzcy do 3 godzin
przewyższenie co najmniej 1140 m (1200 – 5%)
- SkyMarathon
długość trasy minimum 30 km
czas zwycięzcy ponad 3 godziny
przewyższenie co najmniej 1900 m (2000 – 5%)
lub SkyRace przekraczający wysokość 4000 m n.p.m.

- kategoria ULTRA:

Trasy o długości powyżej 50km i z czasem zwycięzcy ponad 5 godzin.
- Ultra SkyMarathon
długość trasy minimum 52,5 km (50km + 5%)
czas zwycięzcy ponad 5 godzin 15' (5h + 5%)
przewyższenie co najmniej 2500 m
- Ultra XL SkyMarathon
długość trasy minimum 52,5 km
czas zwycięzcy ponad 12 godzin
przewyższenie co najmniej 5000 m

- kategoria VERTICAL:

Trasy o średnim nachyleniu co najmniej 25% z odcinkami powyżej 33%.
- Vertical Kilometer
przewyższenie 1000 m
długość do 5 km

Zakłada trzy poziomy wysokości: od 0 – 1000 m, 1000 – 2 000m, 2000 – 3000 m, z tolerancją 5%;
-  Double Vertical Kilometer
przewyższenie 2000 m
długość do 10 km
-  Triple Vertical Kilometer
przewyższenie 3000 m
długość do 15 km
- SkySpeed
przewyższenie co najmniej 100 m
średnie nachylenie powyżej 33%
- Vertical Running
średnie nachylenie powyżej 45% (po schodach)
- SkyScraper Racing (bieg po schodach)
średnie nachylenie powyżej 45% (w wieżowcach)

Pozostałe kategorie zawodów Skyrunning:
- SkyBike, zawody łączące ze sobą jazdę na rowerze szosowym lub górskim z biegiem vertical kilometer lub innym typu skyrunning.
- SkyRaid, zawody zespołowe łączące ze sobą długodystansowe biegi typu skyrunniung z innymi rodzajami sportu np. kolarstwo, narty, wspinaczka.
- SkyTrail, zawody nie mieszczące się w żadnej z powyższych kategorii, ale o trasie spełniającej następujące kryteria:
maksimum 10% biegu po asfalcie
przebieg trasy powyżej 2000 m n.p.m.
długość trasy minimum 15 km

## Historia
Skyrunning zapoczątkował włoski biegacz Marino Giacometti z grupą zaprzyjaźnionych wspinaczy. Byli oni pionierami Alpejskich biegu Mont Blanc, oraz Monte Rosa na początku lat 90. XX wieku. Kilka miesięcy później nastąpił szybki wzrost zainteresowania skyrunningiem, który swoim zasięgiem objął największe łańcuchy górskie Alpy, Himalaje, góra Kenia a nawet wulkany w Meksyku.
W roku 1995 Międzynarodowa Federacja Skyrunningu dostrzegła potrzebę stworzenia regulaminu i ujednolicenia zasad tego szybko rozwijającego się sportu. Stworzono dokument regulujący i szczegółowo opisujący sport skyrunningu, który zawiera ogólne zasady oraz definicję wszystkich biegów zaliczanych do skyrunningu. Obecnie, co roku, na świecie jest organizowanych 200 różnych biegów skyrunningowych w których bierze udział około 30 tys. biegaczy z 54 krajów.

## Biegacze
Do czołowych skyrunnerów należą: Kilian Jornet Burgada, Ionut Alan Zinca, Marco De Gasperi.